# Kanjiža
Kanjiža (Servisch: Кањижа; Hongaars: Magyarkanizsa) is een gemeente in het Servische district Noord-Banaat.
Kanjiža telt 27.510 inwoners (2002). De oppervlakte bedraagt 399 km², de bevolkingsdichtheid is 68,9 inwoners per km².
De hoofdplaats van de gemeente heeft 9.696 inwoners (2011), de tweede plaats is Horgoš met 5.603 inwoners (2011). De gemeente heeft een bevolking die voor het grootste gedeelte bestaat uit etnische Hongaren. Tot 1920 en tussen 1940 en 1945 behoorde de gemeente tot Hongarije, ze werd daarna door het Verdrag van Trianon toegewezen aan het latere Joegoslavië.

## Plaatsen in de gemeente
Naast de hoofdplaats Kanjiža omvat de gemeente de volgende plaatsen (tussen haakjes de Hongaarse naam):
- Adorjan (Adorján)
- Doline (Völgyes)
- Horgoš (Horgos)
- Male Pijace (Kispiac)
- Mali Pesak (Kishomok)
- Martonoš (Martonos)
- Novo Selo (Újfalu)
- Orom (Orom)
- Totovo Selo (Tóthfalu)
- Trešnjevac (Oromhegyes)
- Velebit
- Zimonić (Ilonafalu)

## Bevolkingssamenstelling
De gemeente Kanjiza had in 2011 de volgende bevolkingssamenstelling:
- Hongaren 21.576 (85,13%)
- Serviërs 1.830 (7,22%)
- Roma 596 (2,35%)
- Overigen 1.341 (5,29%)

Op Velebit na hebben alle dorpen een in meerderheid Hongaarse bevolking (zie Hongaarse minderheid in Servië. 
De gemeente maakt daarmee onderdeel uit van de etnisch Hongaarse regio in het noorden van Vojvodina die aansluit op het Hongaars taalgebied in Hongarije.